# خوسيه رون
إدغار خوسيه رون فاسكيز (بالإسبانية: José Ron)‏ (8 أغسطس 1981؛ غوادالاخارا ، خاليسكو) هو ممثل مكسيكي, معروف بأدائه المميزة في شركة تيليفيزا في المسلسلات الدرامية والأفلام والمسرحيات، وهو الآن عشيق الممثلة أريادن دياز.

## مسيرة الفنية
بدأ مهنة التمثيل في عام 2004 في الأوبرا الصابونية في مسلسل Mujer de madera  وبعد ذلك شارك في موسم الثالث من مسلسل المشهور المتمردة الذي مثل فيها ألفونسو هيريرا وبطلة العالم مايتي بيروني ،ثم Código postal   وMuchachitas como tú
.
في الفترة 2008-2009، حصل على دور البطولة لأول مرة في مسلسل Juro que te amo 
، بجانب آنا بريندا كونتريراس ، مارسيلو قرطبة ، باتريشيا نافيداد واليخاندرو أفيلا .
في 2009/2010، لعب دور البطولة في مسلسل Los exitosos Pérez ، الذي انتجه خوسيه ألبرتو كاسترو ، وكانت نسخة من مسلسل أرجنتيني. وكان هذا الأداء استحق الجائزة لTVyNovelas لأفضل ممثل شاب.
في عام 2010 شارك في مسلسل Cuando me enamoro مع سيلفيا نافارو و خوان سولير 
.
في 2011-2012، شارك في الأوبرا الصابونية قلوب لاتعرف الحب (مسلسل) بجانب مرة أخرى آنا بريندا كونتريراسالتي مثلا معا في Juro que te amo  وجانب مع خورخي ساليناس وسوزانا كونزاليس وخوليان غيل، وأيض استحق الجائزة TVyNovelas مرة أخرى الأداء أفضل ممثل مساعد.
في أواخر عام 2012، وأود أن يتم استدعاؤها بواسطة Mapat في مسلسل La mujer del vendaval 
، مع أريادن دياز بطلة مسلسل ماريانيلا, وهم الآن يعشقوا بعضهم.

## روابط خارجية
- خوسيه رون على موقع IMDb (الإنجليزية)
- خوسيه رون على موقع روتن توميتوز (الإنجليزية)
- خوسيه رون على موقع قاعدة بيانات الفيلم (الإنجليزية)